# Minderheidstaal
Strikt genomen is een minderheidstaal elke taal die in een bepaald gebied door een minderheid van de bevolking wordt gesproken. Taalkundigen hanteren de term doorgaans voor talen die:
- in de taalpolitiek van een zelfstandige politieke eenheid (vaak een staat) worden achtergesteld bij andere talen. Dat kunnen ook talen zijn die door het grootste deel van de bevolking worden beheerst, zoals het Luxemburgs in Luxemburg.
- of slechts door een klein deel van de bevolking van een staat worden gebruikt.

Daarbij wordt het begrip doorgaans stilzwijgend beperkt tot relatief kleine talen die al sinds mensenheugenis binnen een groter taalgebied worden gesproken, zoals het Nedersaksisch, Limburgs en Fries in Nederland, Vlaanderen en Duitsland, het Baskisch in Frankrijk en Spanje en het Reto-Romaans in Zwitserland en Italië. 
Immigrantentalen zoals Turks en Chinees in Vlaanderen, Nederland en Duitsland worden of niet als minderheidstaal beschouwd, of van het label "taal van de allochtone minderheid" voorzien.

## Europees handvest
In de definitie van het Europees Handvest voor regionale talen of talen van minderheden wordt het begrip 'minderheidstaal' officieel beperkt tot die talen die door de lidstaten van de Raad van Europa als zodanig worden erkend. Aan die erkenning zijn voor een staat bepaalde verplichtingen verbonden, die worden genoemd in hoofdstuk 3 van het bovengenoemde handvest. Er zijn verschillende niveaus van erkenning gerelateerd aan de verplichtingen die een staat op zich neemt om zich in te spannen voor het gebruik en behoud van een minderheidstaal. In Nederland heeft alleen de Friese taal de hoogste erkenning. Nedersaksisch, een verzamelnaam van Saksische dialecten, en Limburgs, een verzamelnaam voor dialecten uit Limburg, hebben een lagere staat van erkenning, zij worden  beschouwd als streektalen binnen de Nederlandse grenzen, al worden ze door die grenzen niet begrensd want zij vormen een groter geheel met dialecten aan de andere kant, in Duitsland en België. 
Er zijn geen taalkundig principiële redenen om talen van dialecten (streektalen) te onderscheiden. Wel sociale, juridische en politieke redenen. Het is een sofisme dat het Fries meer "taal" zou zijn dan bijvoorbeeld het Limburgs. Al kan men tussen de begrippen taal en dialect geen principieel onderscheid maken, om pragmatische redenen kan men dialecten met een functionerende standaardvariant wel 'taal' noemen. Dat onderscheidt dan niet de Friese dialecten maar wel het standaard-Fries als een taal. Het Fries heeft namelijk een standaardvariant en die is ook als officiële taal in gebruik. Dit standaard-Fries is in Friesland bestuurs-en onderwijstaal naast het Nederlands. Friezen zijn in dit opzicht de enige erkende autochtone taalminderheid in Nederland. 
Zou de overheid het in tientallen zeer uiteenlopende variaties gesproken Nedersaksisch of Limburgs eveneens de hoogste erkenning geven zoals het Fries nu ten deel valt, dan zou zij zich verplichten om een bijzonder ingewikkeld beleid te gaan voeren met als inzet een waaier aan streektaalvarianten die alle aan bod zouden moeten komen. Er is namelijk geen standaardoverkoepeling tussen bijvoorbeeld het Oldambtsters en het Achterhoeks, en het Genneps en het Kerkraads (Kirchroats). 
België heeft uit vrees voor nog meer gevoelige taaldiscussies het handvest niet ondertekend. De Belgische lidstaatcommissie van het Europees Bureau voor Minderheidstalen beschouwt het Duits, het Luxemburgs en diverse Waalse variëteiten als minderheidstaal. In deze systematiek is het irrationeel om dan het Vlaams in al zijn varianten niet ook een minderheidstaal te noemen, maar daar spreken dan weer politieke argumenten tegen.
Het is een onopgelost punt van discussie welke rol taalkundige verwantschap moet spelen bij het onderscheid tussen standaardtaal en dialect. Men kan die Noord-Duitse dialecten op taalkundige gronden beschouwen als dichter bij het Nederlands staand, dan bij het Hoogduits. Maar op grond van sociale en politieke criteria zijn het dan toch weer wel Duitse dialecten. Aan die Noord-Duitse dialecten verwante Oost-Nederlandse dialecten worden op dezelfde gronden als Nederlands beschouwd. De standaardtaaloverkoepeling is dan bepalend. Ook dialecten die taalhistorisch bij een andere taal thuishoren dan de standaardtaal die hun sprekers hanteren, worden vaak niet met hun instemming ondergebracht bij die taalhistorisch 'correcte' standaardtaal. Voorbeelden zijn de Elzassers die hun dialect niet meer onder het Duits willen plaatsen, en de Opper-Sileziërs die niet het Pools maar het Duits als hun standaardtaal willen beschouwen. De discussie hierover is politiek van aard en dat heeft ertoe geleid dat voor deze dialecten niet de minderheidstaalstatus is aangevraagd, maar hun sprekers desgewenst toch een beroep kunnen doen op het Duits, dat die status wel heeft gekregen.     

## Erkenning
Erkenning van een variëteit als minderheidstaal door een staat, houdt niet automatisch in dat die variëteit ook in andere staten waarin zij wordt gebezigd, een dergelijke status krijgt. Zo geldt de Romataal Romani in onder andere Duitsland en Nederland als minderheidstaal, maar in België niet. In een groot aantal landen (bijvoorbeeld België en Denemarken) is het Duits minderheidstaal, maar in Duitsland uiteraard niet. 
Frankrijk heeft een andere stem in het Europese koor van taalminderheden. Het is sinds de stichting van de Franse republiek een egalitaire staatsdoctrine dat er in Frankrijk geen minderheden kunnen leven maar alleen Franse staatsburgers (afgezien van buitenlanders), en dat hun enige officiële taal het Frans zal zijn. Dat maakt andere talen die Franse staatsburgers in bepaalde regio's spreken tot een privé aangelegenheid. Mede daardoor is het sinds de vroege Middeleeuwen gebezigde Occitaans een ernstig bedreigde taal geworden, terwijl zij in Spanje weer een erkende status heeft.

## Lijst van Europees Bureau
Een belangrijke taak op het stuk van voorlichting over de minderheidstalen binnen de Europese Unie berust bij het Europees Bureau voor Minderheidstalen. Deze organisatie hanteert een ruimere definitie van minderheidstaal dan het Europees handvest. De volgende lijst is een uitbreiding van de lijst van minderheidstalen van de Europese Unie uit 1994:
1. Albanees in Griekenland en Italië
2. Aragonees in Spanje
3. Aroemeens in Griekenland
4. Arpitaans in Italië
5. Asturisch in Spanje
6. Baskisch in Baskenland (omstreden als deel van Spanje en Frankrijk)
7. Bretons in Frankrijk
8. Bulgaars in Griekenland
9. Catalaans in Spanje en Frankrijk
10. Cornisch in Cornwall (Groot-Brittannië)
11. Corsicaans op Corsica (Frankrijk)
12. Deens in Duitsland
13. Duits in Denemarken, België, Frankrijk, Italië en Polen
14. Engels in Polen
15. Fins in Zweden
16. Frans in Zwitserland en Italië
17. Fries in Nederland en Duitsland
18. Frioelisch in Italië en Kroatië
19. Galicisch in Spanje
20. Grieks in Italië
21. Hongaars in Oostenrijk
22. Iers in Ierland (Eire en Noord-Ierland)
23. Kroatisch in Oostenrijk en Italië
24. Karelisch in Finland en Rusland
25. Ladinisch in Italië
26. Limburgs in Nederland, België en Duitsland
27. Luxemburgs in Luxemburg en België
28. Macedonisch in Griekenland
29. Mirandees in Portugal
30. Nederlands in Frankrijk
31. Nedersaksisch in Nederland en Duitsland
32. Noord-Fries in Duitsland en Denemarken
33. Occitaans in Spanje en Frankrijk
34. Oïl in Frankrijk en België
35. Oosterlauwers Fries in Duitsland
36. Picardisch in Frankrijk
37. Reto-Romaans in Zwitserland
38. Russisch in Finland en Polen
39. Samisch in Zweden en Finland
40. Sardijns op Sardinië (Italië)
41. Schots-Gaelisch in Schotland
42. Scots in Schotland
43. Siciliaans op Sicilië (Italië)
44. Sloveens in Oostenrijk en Italië
45. Slowaaks in Oostenrijk
46. Sorbisch in Duitsland
47. Tataars in Finland
48. Tsjechisch in Oostenrijk
49. Turks in Griekenland
50. Welsh in Wales (Groot-Brittannië)
51. West-Vlaams in België
52. Zweeds in Finland

In de Verenigde Staten worden veel meer minderheidstalen gesproken. Zie hiervoor het artikel Talen in de Verenigde Staten.

## Organisaties
Hieronder volgt een lijstje van organisaties die zich bezighouden met de Europese minderheidstalen. 
- Eurolang
- Eurominority
- European Centre for Minority Issues (ECMI)
- Europees Bureau voor Minderheidstalen
- FUEV (FUEN/UFCE)
- Minority2000
- Youth of European Nationalities (YEN)